# ۱۰۳۴ (میلادی)
۱۰۳۴ (میلادی) هزار و سی و چهارمین سال تقویم میلادی است.

## درگذشتگان
- ۱۱ آوریل - رومانوس سوم، امپراتور بیزانس

‎